# Johann Anton Friedrich Reil
Johann Anton Friedrich Reil (* 2. Februar 1773 in Ehrenbreitstein; † 22. Juli 1843 in Penzing bei Wien) war ein deutsch-österreichischer Schauspieler und Schriftsteller.

## Leben
Johann Anton Friedrich Reils Vater war Zuckerbäcker. Er selbst war zunächst Herrschaftsbeamter, bevor er Schauspieler wurde. Erste Engagements führten Reil nach Brünn, Laibach, Innsbruck und Regensburg. Zwischen 1800 und 1804 und 1809 und 1832 war er Ensemblemitglied des Wiener Hofburgtheaters.  Von September 1804 bis Januar 1808 war er am Stuttgarter Hoftheater. Danach war er kurzzeitig Regisseur in Salzburg unter Anton Ferrari.  In Wien heiratete er seine Schauspielkollegin Franziska Adler. Darüber hinaus arbeitete er als Dramatiker, Librettist, Regisseur. Nach der Pensionierung war er Kammerdiener am kaiserlichen Hof. Reil starb in Armut. Sein Interesse an Landeskunde führten ihn vom romantischen Naturerlebnis zur wissenschaftlichen Erforschung des Waldviertels. Das Donauländchen der kaiserl. königl. Patrimonialherrschaften im Viertel Obermannhartsberg in Niederösterreich. Geographisch und historisch beschrieben ist ein Markstein in der Entwicklungsgeschichte der Landeskunde und eine wichtige Quelle für Sozialgeschichte und Volkskunde des Vormärz.

## Werke (Auswahl)

### Dramatische und Topographische Schriften
- Der Bergsturz (Libretto für Joseph Weigl), Wien 1812.
- Der erste Mai (Lustspiel), Wien 1816.
- Baal's Sturz, oder Daniel in der Löwengrube (Libretto für Joseph Weigl), Wien 1820.
- Der Gang zum Eisenhammer (Libretto nach Friedrich Schiller für Conradin Kreutzer), Wien 1837.
- Wolfgang Häusler (Hrsg.): Der Wanderer Im Waldviertel: Ein Tagebuch für Freunde österreichischer Gegenden (1823). Österreichischer Bundesverlag, Wien 1981, ISBN 3-215-04426-9.
- Das Donauländchen der kaiserl. königl. Patrimonialherrschaften im Viertel Obermannhartsberg in Niederösterreich. Geographisch und historisch beschrieben. Wien 1835 (Online in der Google-Buchsuche).
- Literatur von und über Johann Anton Friedrich Reil im Katalog der Deutschen Nationalbibliothek

### Gedichte
- Das Lied im Grünen, vertont von Franz Schubert als D 917.[3]
- Glaube, Hoffnung und Liebe, vertont von Franz Schubert als D 954.